# Oxyartes spinipennis
Oxyartes spinipennis är en insektsart som beskrevs av Carl 1913. Oxyartes spinipennis ingår i släktet Oxyartes och familjen Diapheromeridae. Inga underarter finns listade i Catalogue of Life.